# Chrysocolletes strangomeles
Chrysocolletes strangomeles är en biart som beskrevs av Maynard 1996. Chrysocolletes strangomeles ingår i släktet Chrysocolletes och familjen korttungebin. Inga underarter finns listade i Catalogue of Life.

## Bildgalleri

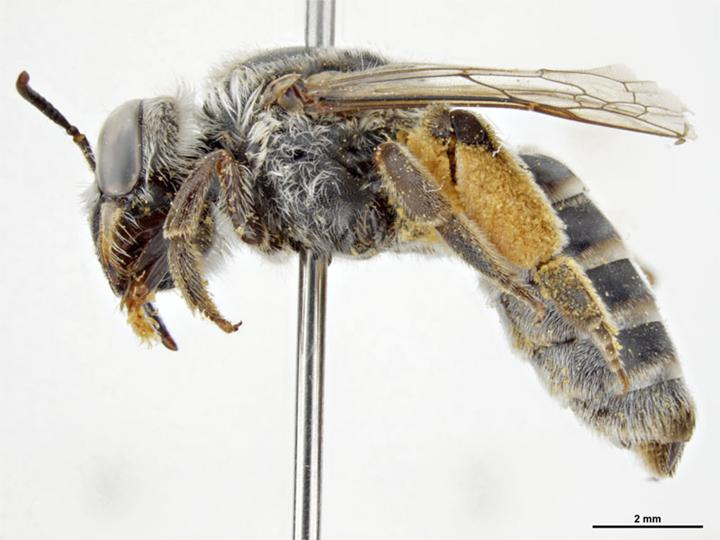
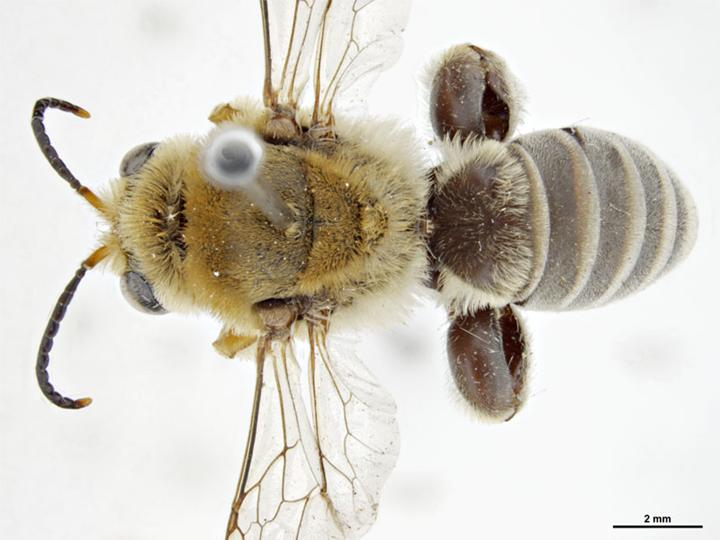